# Saint-Symphorien-sur-Coise
Saint-Symphorien-sur-Coise é uma comuna francesa na região administrativa de Auvérnia-Ródano-Alpes, no departamento de Ródano. Estende-se por uma área de 4,07 km². Em 2010 a comuna tinha 3 782 habitantes (densidade: 929,2 hab./km²).